# Cernina
Cernina é um município da Eslováquia, situado no distrito de Svidník, na região de Prešov. Tem 13,1 km² de área e sua população em 2018 foi estimada em 581 habitantes.

## Demografia
| Ano:        | 1994 | 2004   | 2014   | 2024   |
| ----------- | ---- | ------ | ------ | ------ |
| Broj ljudi: | 605  | 588    | 586    | 573    |
| Razlika:    |      | -2,80% | -0,34% | -2,21% |

| Ano:               | 2023 | 2024   |
| ------------------ | ---- | ------ |
| Número de pessoas: | 579  | 573    |
| Diferença:         |      | -1,03% |